# Heliura
Heliura este un gen de insecte lepidoptere din familia Arctiidae.

## Galerie

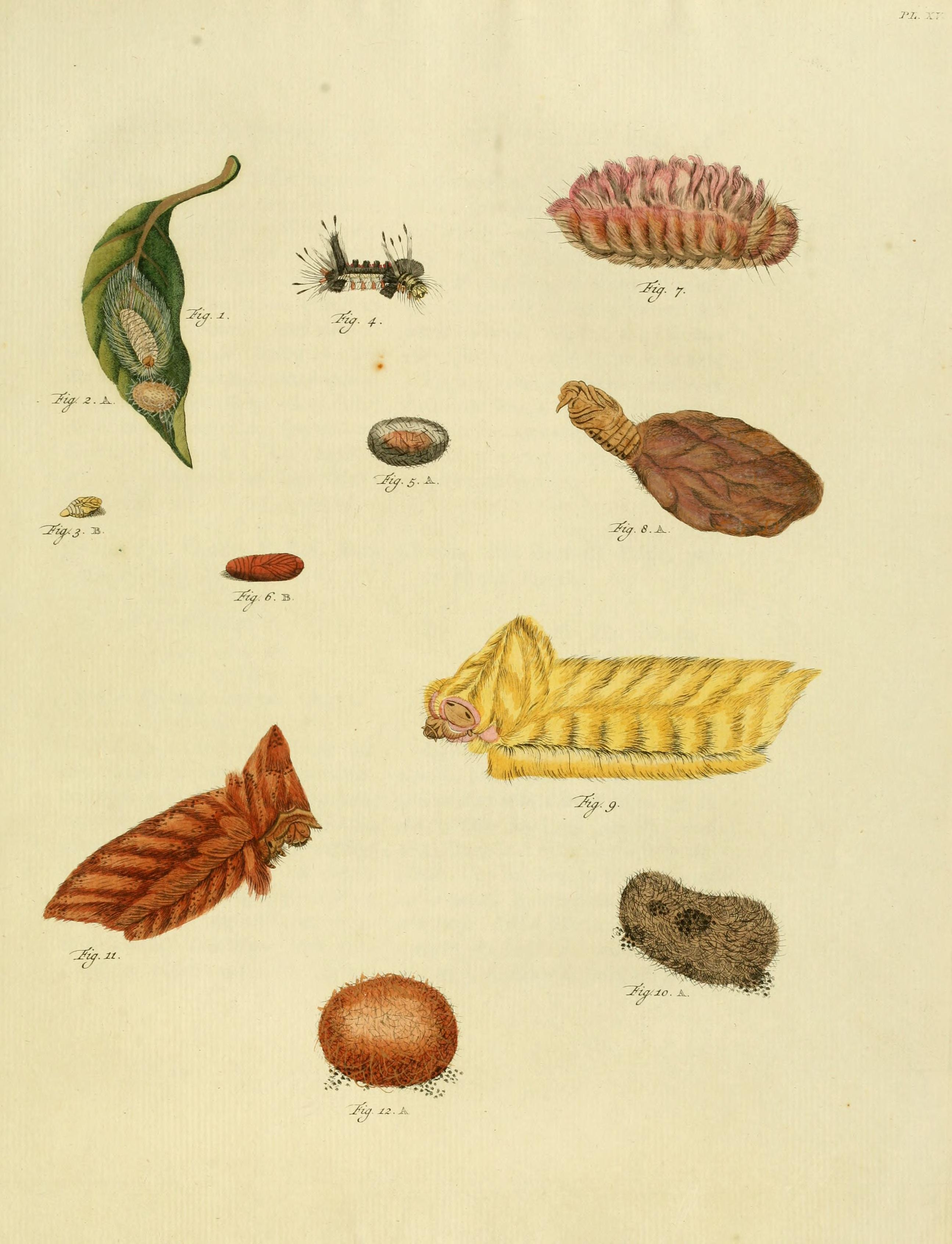

## Specii[1]
- Heliura amazonicum
- Heliura assimilis
- Heliura aurantiaca
- Heliura auranticaput
- Heliura baleris
- Heliura balia
- Heliura baliodes
- Heliura banoca
- Heliura cadroe
- Heliura cosmosomodes
- Heliura elongata
- Heliura emerentia
- Heliura episcepsidis
- Heliura excavata
- Heliura flava
- Heliura flavopunctata
- Heliura fulvipicta
- Heliura fumata
- Heliura gigantea
- Heliura grylloides
- Heliura hagmanni
- Heliura hecale
- Heliura kennedyi
- Heliura klagesi
- Heliura lucis
- Heliura marica
- Heliura maricoides
- Heliura mimula
- Heliura nathalan
- Heliura nivaca
- Heliura ockendeni
- Heliura perexcavatum
- Heliura perfusa
- Heliura phaeosoma
- Heliura picticeps
- Heliura pierus
- Heliura postcoeruleum
- Heliura pyrrhosoma
- Heliura quadriflavata
- Heliura rhodocryptoides
- Heliura rhodophila
- Heliura sanguipalpia
- Heliura semihyalina
- Heliura solicauda
- Heliura stolli
- Heliura suffusa
- Heliura tetragramma
- Heliura thalassica
- Heliura thysbe
- Heliura thysbodes
- Heliura umbrimacula
- Heliura virecsens
- Heliura viridicingulata
- Heliura zonata